# 屍喰らいの冒険メシ
『屍喰らいの冒険メシ』（シカバネぐらいのぼうけんメシ）は、日本一ソフトウェアより2022年1月27日に発売されたゲームソフト。対応プラットフォームはPlayStation 4・Nintendo Switch。内容はダンジョン探索シミュレーションRPGである。
本作は新人冒険者の登竜門とされるダンジョン「封印の地」で遭難した冒険者たちが、ダンジョン内に生息する生物などを食べたり、食べさせたりしながら地上をめざす物語である。また、プレイヤーキャラクターには空腹や疲労といった概念が存在する。

## システム
ゲーム開始時、プレイヤーは主人公となるキャラクターの作成をした後、最大3人のパーティーメンバーを作成する。キャラクター作成は、8種類のベースキャラクターをもとにパーツを組み替える形で行う。また、キャラクター作成に際しては見た目だけでなく、カットイン演出の編集もできる。キャラクター作成時に選択する職業としては、剣士や魔法使いといった戦闘職のほかに、戦闘は不得手だが料理を得意とする「料理人」など本作独自のものもある。また、キャラクターの性格は全部で9種類あり、これは食べる際の料理の好みに反映される。
本作はシンボルエンカウント方式をとっており、画面内に表示される敵に接触して戦闘に移行する。また、本作では時間の概念があり、夜間はモンスターが狂暴化する。
戦闘はコマンド選択型であり、通常攻撃やスキル、防御に加え、倒れた敵（または味方）を食べる「屍喰らい」というコマンドがある。「屍喰らい」を選択することで、食べたものに応じて様々な効果が得られる。キャラクターにはカロリーと水分の概念があり、これらは時間経過とともに少しずつ減っていくほか、スキルの使用でも消費する。
主人公が倒されるとゲームオーバーとなり、アイテムをすべて失った状態で拠点に戻される。
ダンジョンの階層の間では休憩が挟まれ、そこで「休む」コマンドを使ってHPを回復させるほか、「冒険メシ」の調理や摂取が行われる。「冒険メシ」は食材（倒した敵から得る肉など）を加工する形で作られ、たとえば「目玉」というアイテムを複数調理することで、「目玉焼き」となる。

## 開発
本作の開発のきっかけは、ディレクターの早矢仕昇平が、日本一ソフトウェア社長（当時）の新川宗平から新作シミュレーションRPGの企画を頼まれたことである。早矢仕は『魔界戦記ディスガイア』シリーズや『ファントム』シリーズといった自社のシミュレーションRPGとは異なるものを作りたいと考え、サバイバルとシミュレーションRPGを掛け合わることを思いついた。
元々は「アンダーイーター」という仮題で開発を進めていたが、他社が似た名前の作品を作っていたため、「屍喰らいの冒険メシ」という題名に変更した。
コアメンバーは早矢仕のチームに所属する10名で構成され、そこにサポートメンバーも加わったため、総人数は20人弱となった。
コンセプトの一つとして「いつ、どこで、誰に、何を食べさせるかを選ぶ戦略性」を挙げており、食材をアイテムとして扱うシステムはそこから発展した。たとえば、倒したモンスターの死骸のあつかいの場合、直接それを食べることもできれば、拠点で調理したり、敵に食べさせることも可能であり、それぞれに長所と短所が用意されている。
初期案では、作中に登場する料理がすべてゲテモノとして想定されており、実際にまずい料理が多かったり、見た目の悪い料理が出てくるのはその名残である。なお、虫などが苦手なプレイヤーのために、表現を緩和する機能が用意された。

### 音楽
音楽は『MAD RAT DEAD』などを手掛けた高須和也が担当した。フィールドの情景を伝えやすくするため、フィールド開始時のジングルはワールドミュージックの要素が取り入れられた。また、戦闘曲はロック調でかっこよさを重視しつつも、「かわいいキャラクター×サバイバル」を合言葉に、どこか柔らかさを感じられるようにした。

## 評価
「ファミ通」のたく坊は、本作の独特さを構成する要素として、「屍喰らい」と「冒険メシ」、そしてキャラクター作成時におけるカットイン編集などを挙げている。たく坊は、カロリーや水分の概念などが、シミュレーションRPGに奥行きを出すスパイスとなり、愛好家へには適度な歯ごたえとなる一方、不慣れな者への難易度調整として役立っていると評価している。
「アスキー」のZenonは、発売前はカジュアル系のダンジョンRPGだと思ったが、遊んでみると意外と硬派なゲームシステムだったと評している。一方、Zenonはダンジョンでの遭難という状況の生々しさが強調されている分、キャラクター同士の人間模様といったドラマは薄いと指摘している。
また、たく坊とZenonはどちらも料理人がパーティー構成において重要な存在だと述べている。